# Макнахтен, Уильям Хей
Уильям Хей Макнахтен (англ. William Hay Macnaghten; 24 августа 1793 — 23 декабря 1841) — британский политик, гражданский администратор Индии, который был одним из вдохновителей начала Первой англо-афганской войны, организатором Тройственного договора между сикхами, шахом Шуджой и британским правительством и одним из авторов официального манифеста о начале войны против Афганистана. Во время наступления на Кандагар и Кабул Макнайтен находился при Англии, переговорами и подкупом склоняя афганских вождей на сторону Шуджи-Шаха. Был убит восставшими афганцами в декабре 1841 года в Кабуле.

## Ранние годы
Макнахтен родился в 1793 году в Калькутте, в семье судьи Сэра Френсиса Уоркмана Макнахтена (1-го баронета Макнахтена 1763–1843) и Летиши, старшей дочери сэра Уильяма Данкина из Клогера. Он обучался в Лондоне в школе Чартерхаус, а в 1809 году отправился в Мадрас в качестве кадета Ост-Индской компании. С 1811 по 1812 год он служил в 4-м кавалерийском полку в Хайдарабаде, за это время изучив восточные языки, в том числе хинди, персидский, телугу, каннада и маратхи. В 1814 году он поступил на гражданскую службу в Бенгалии и занимал несколько административных постов в Бенгалии, Мальде и Шахабаде. Успешная карьера позволила ему жениться 23 августа 1823 года на Фрэнсис Маклинток. Макнахтен хорошо разбирался в восточных законах и восточных языках, что позволило ему опубликовать ряд работ по юриспруденции:
- Principles and precedents of Moohummudan law (1825, 3rd ed. 1864)
- Principles and precedents of Hindu law (1829, repr. 1865)
- Reports of cases in the court of Nizamut Adawlut (1827)
- Reports of cases in the court of Sudder Dewanny Adawlut (1827)
- Arabian nights (4 vols, 1839–42).

## Политическая карьера
В начале 1830-х годов он участвовал в туре по северным провинциям Индии вместе с генерал-губернатором Уильямом Бентинком, после чего в 1833 году был назначен главным секретарём политического департамента. В 1836 году генерал-губернатором стал Лорд Окленд, который тоже совершил поездку по северным провинциям в компании Макнахтена. С этого момента Макнахтен стал одним из его самых близких советников.
Во время своего тура лорд Окланд руководствовался мнением не столько своих официальных советников, сколько мнением трёх гражданских консультантов: Макнахтена, Генри Торренса и Джона Колвина. Сам лорд Окланд был человеком нерешительным, всегда сомневался в правильности собственного мнения и был склонен доверять мнению консультантов. Историк Джон Кей писал, что его советники (и в их числе Макнахтен) были люди способные, но обладали опасным складом ума. Они были слишком амбициозны, слишком импульсивны, а Окленд слишком им доверял. Кей писал, что по его мнению, если бы Окленд окружил себя более опытными советниками и больше прислушивался бы к собственному мнению, то его политика была бы более разумной и менее разрушительной для Британской империи. По мнению Арчибальда Форбса Макнахтен, несмотря на свои глубокие теоретические познания, не имел опыта в практической дипломатии и не был человеком действия, несмотря на свою амбициозность.
В 1837 году иранская армия вторглась в Афганистан и осадила Герат. Под давлением различных политических сил лорд Окленд, хоть и был сторонником мирного решения споров, согласился на военные меры. Было решено свергнуть эмира Дост Мухаммеда и вернуть на престол Шуджа-Шаха Дуррани. Макнайтен отправился в Лахор ко двору Раджит Сингха, главе Сикхского государства, где добился заключения Трёхстороннего договора (Tripartite treaty) между Шуджой-Шахом, раджит Сингхом, и Британской Индией. 26 июня договор был подписан Ранджит Сингхом.

Когда была собрана армия для вторжения в Афганистан, Макнахтен был назначен британским посланником при дворе Шуджа-Шаха, но некоторое время оставался в Шимле, помогая лорду Окленду составить официальный манифест, объясняющий причины, по которым Британия вводит армию в Афганистан и почему намерена свергнуть династию Баракзаев. 1 октября 1838 года этот документ («Simla manifesto») был подписан лордом Оклендом и отправлен в печать. Этот манифест вызвал много споров, и многие осуждали как саму идею войны с Афганистаном, так и отдельные утверждения этого манифеста.
Вскоре после публикации манифеста пришли вести о том, что иранская армия сняла осаду Герата. Поскольку угроза Герату была названа в манифесте основным мотивом для ввода армии, то теперь этот мотив исчезал. Однако, лорд Окленд не отказался от своих планов и по его распоряжению Макнахтен 8 ноября составил документ под названием «Orders by the right honorable the governor-general of India. Secred department», в котором было объявлено, что, несмотря на снятие осады Герата, экспедиция в Афганистан не отменяется.